# KrAZ-258
Der KrAZ-258 (ukrainisch КрАЗ-258) ist eine schwere Sattelzugmaschine des sowjetischen Herstellers KrAZ. Ab 1966 bis zum Produktionsende 1989 wurden etwa 35.000 Exemplare gebaut, danach wurde er vom KrAZ-6443 abgelöst. Das Fahrzeug ist eine Variante des Pritschenwagens KrAZ-257 und technisch eng verwandt mit den anderen Lastwagen der Fahrzeugfamilie. Es ist nicht zu verwechseln mit Sattelzugmaschinen auf Basis des KrAZ-255, die als KrAZ-255W bezeichnet und mit Allradantrieb und Ballonreifen ausgerüstet wurden.

## Fahrzeuggeschichte

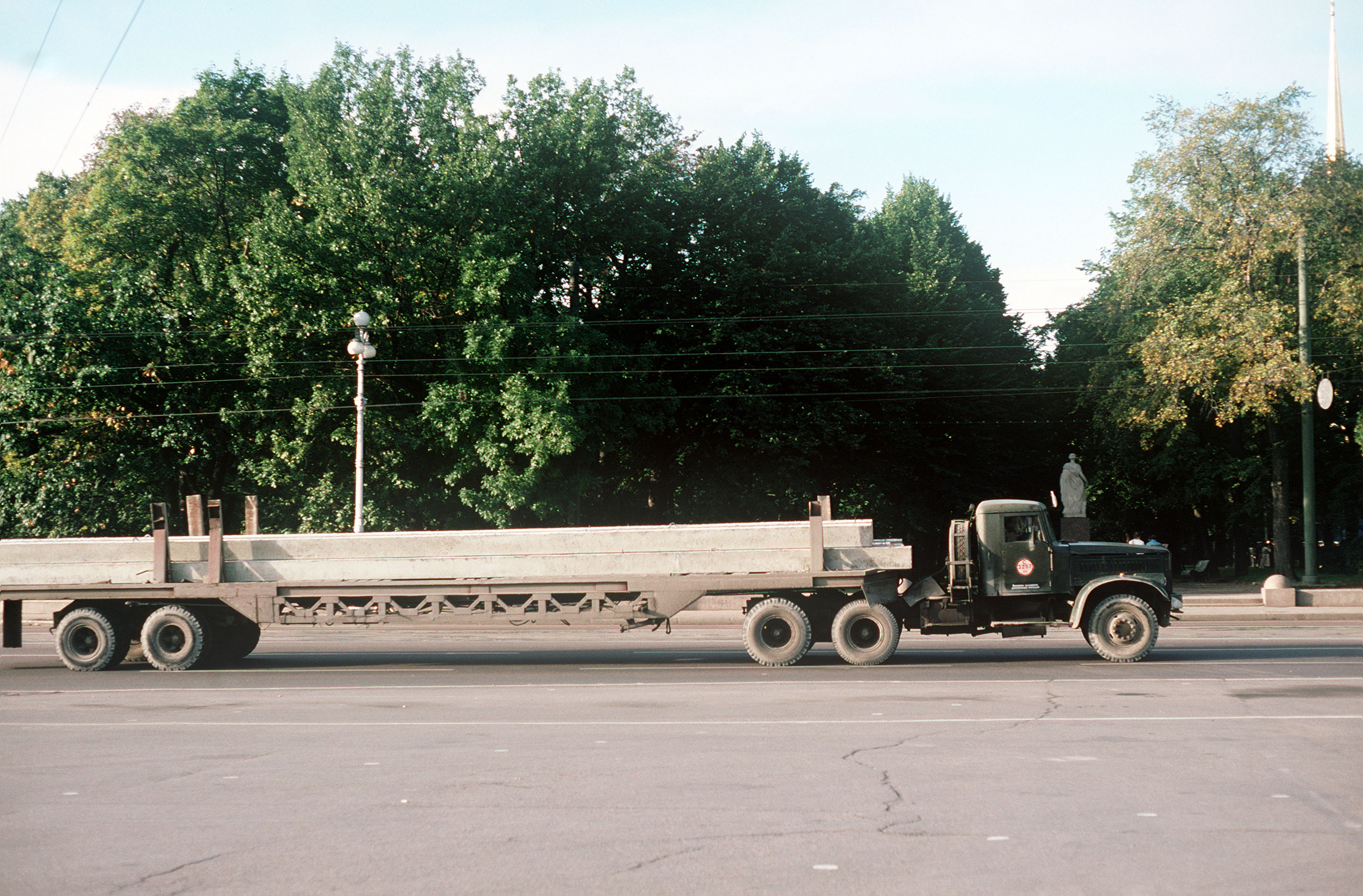
KrAZ-258 beim Transport von Strommasten in Leningrad (1985)

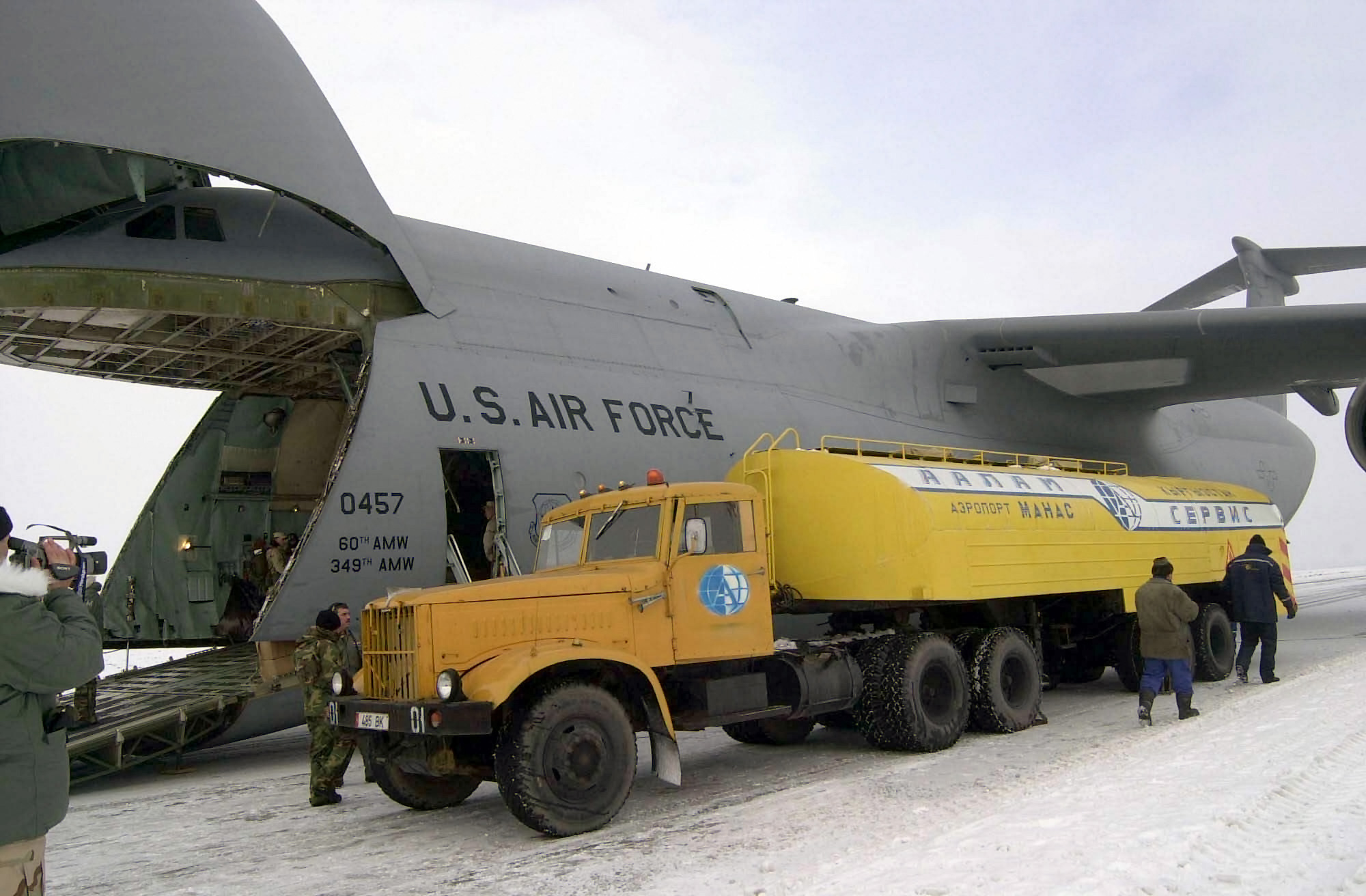
Ein KrAZ-258 mit TS-22-Tankauflieger in Bischkek, Kirgistan (2001). Das Flugzeug ist eine C-5 Galaxy

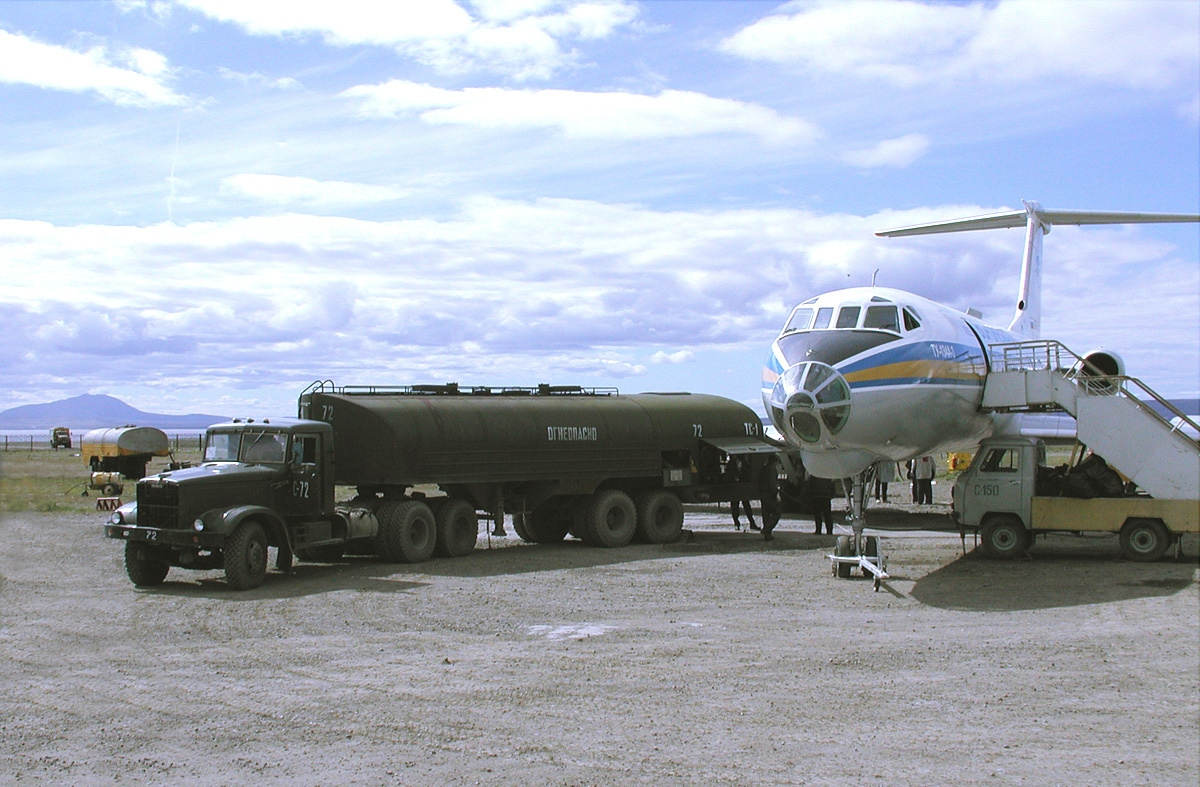
KrAZ-258 mit Tankauflieger TS-22 auf dem damals noch unbefestigten Flugfeld von Anadyr beim Betanken einer Tupolew Tu-134 (2001)

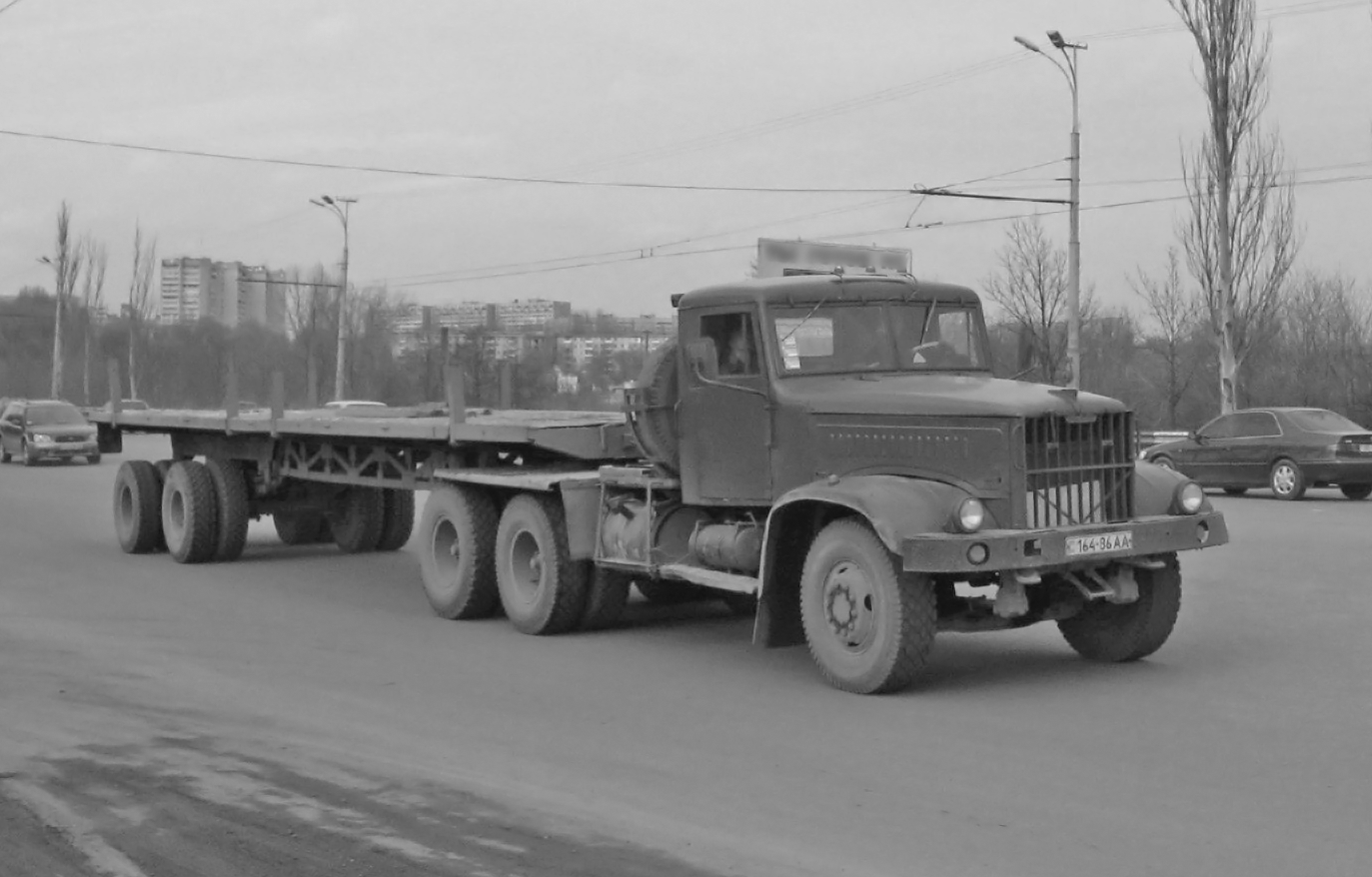
KrAZ-258 in Dnipropetrowsk (2006)

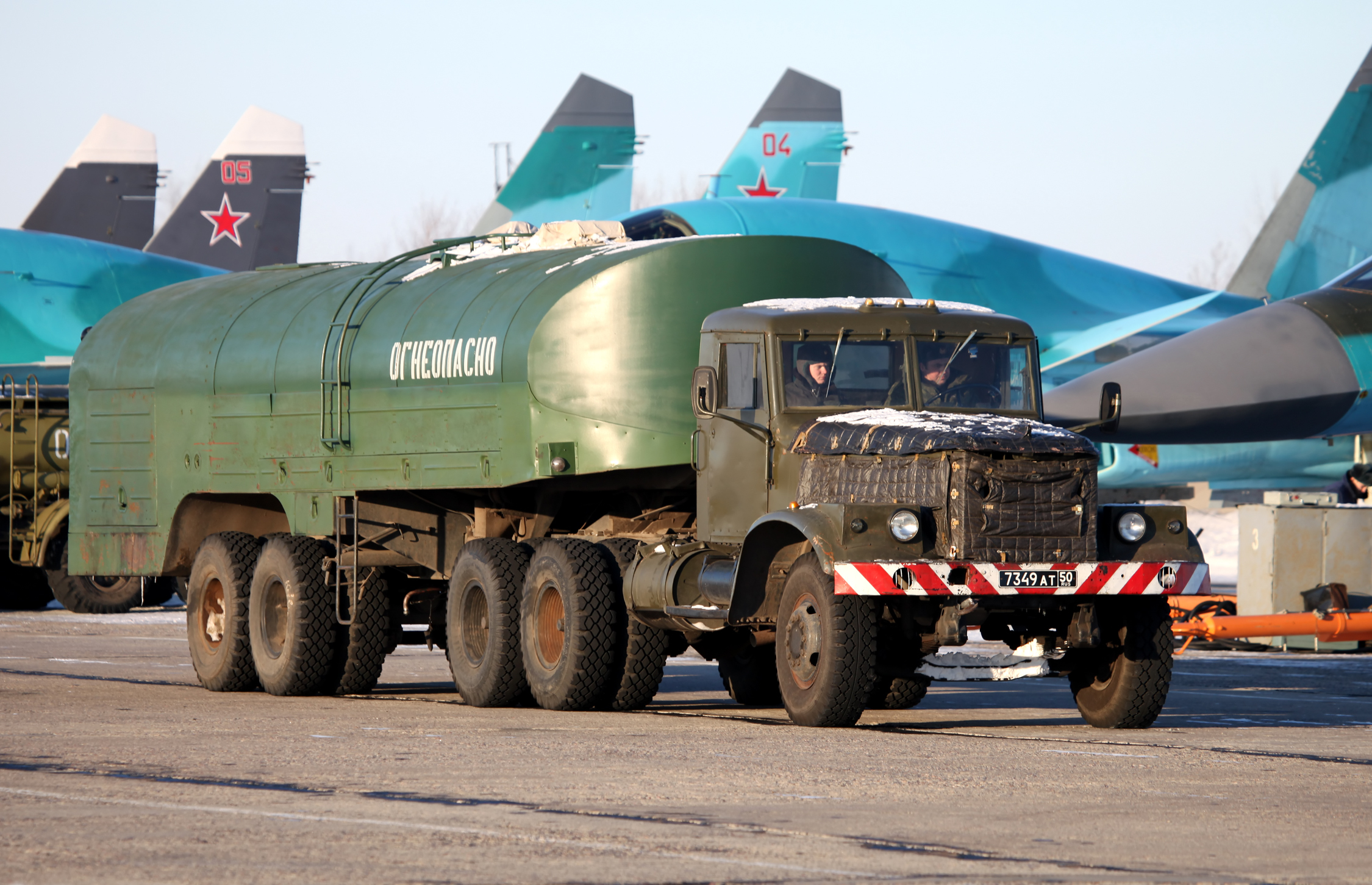
KrAZ-258 Zugmaschine mit TS-22 Tankauflieger für den Flughafenbetrieb (2012)

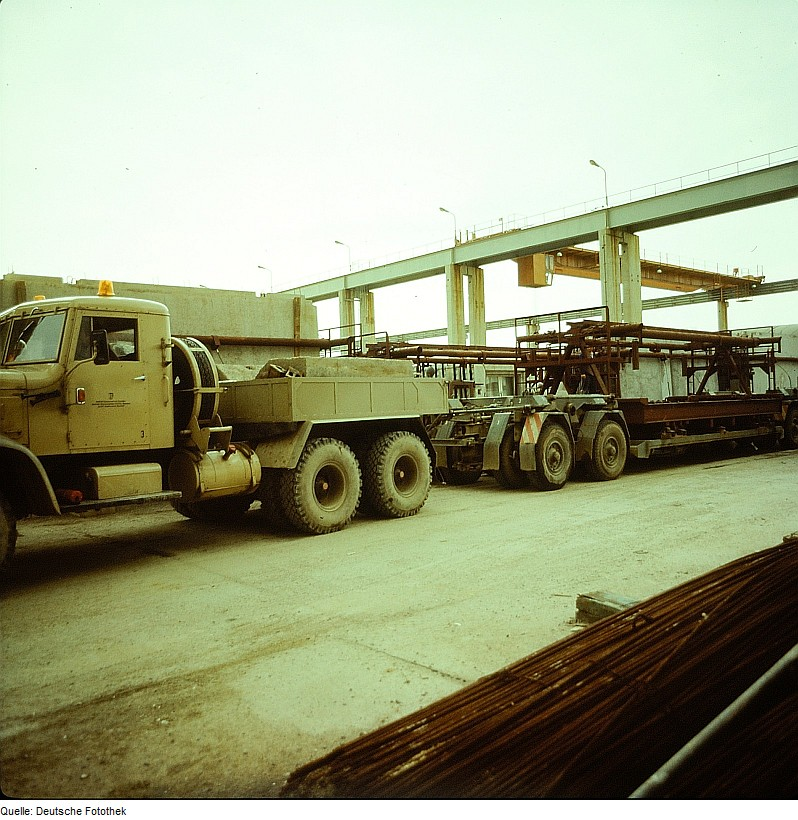
KrAZ-258Z mit Ballastpritsche und Spezialtieflader für den Großplattentransport im VEB Betonwerk Bautzen (1979)

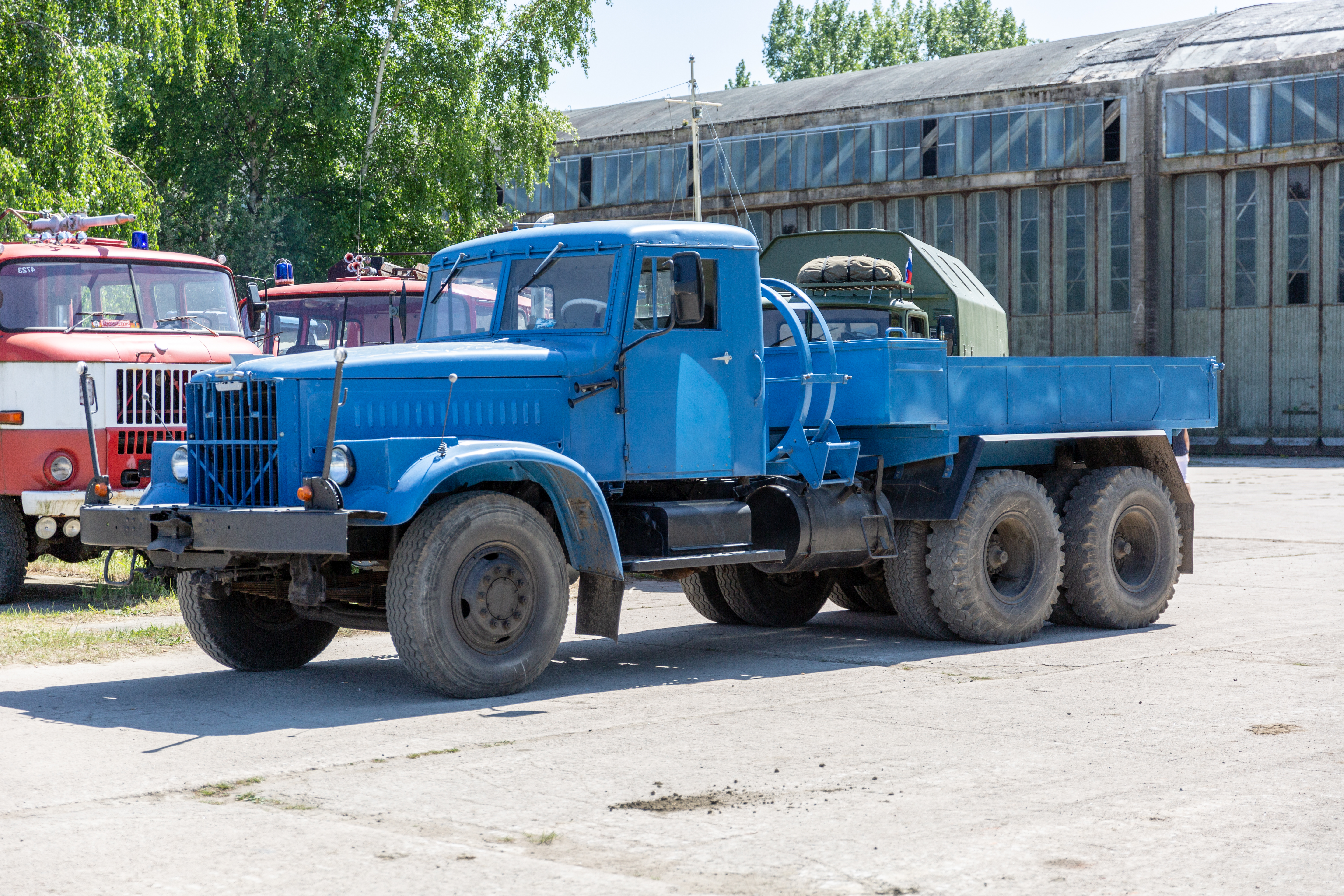
In der DDR als Ballastpritsche umgerüsteter KrAZ-258Z in einem Museum (2018)

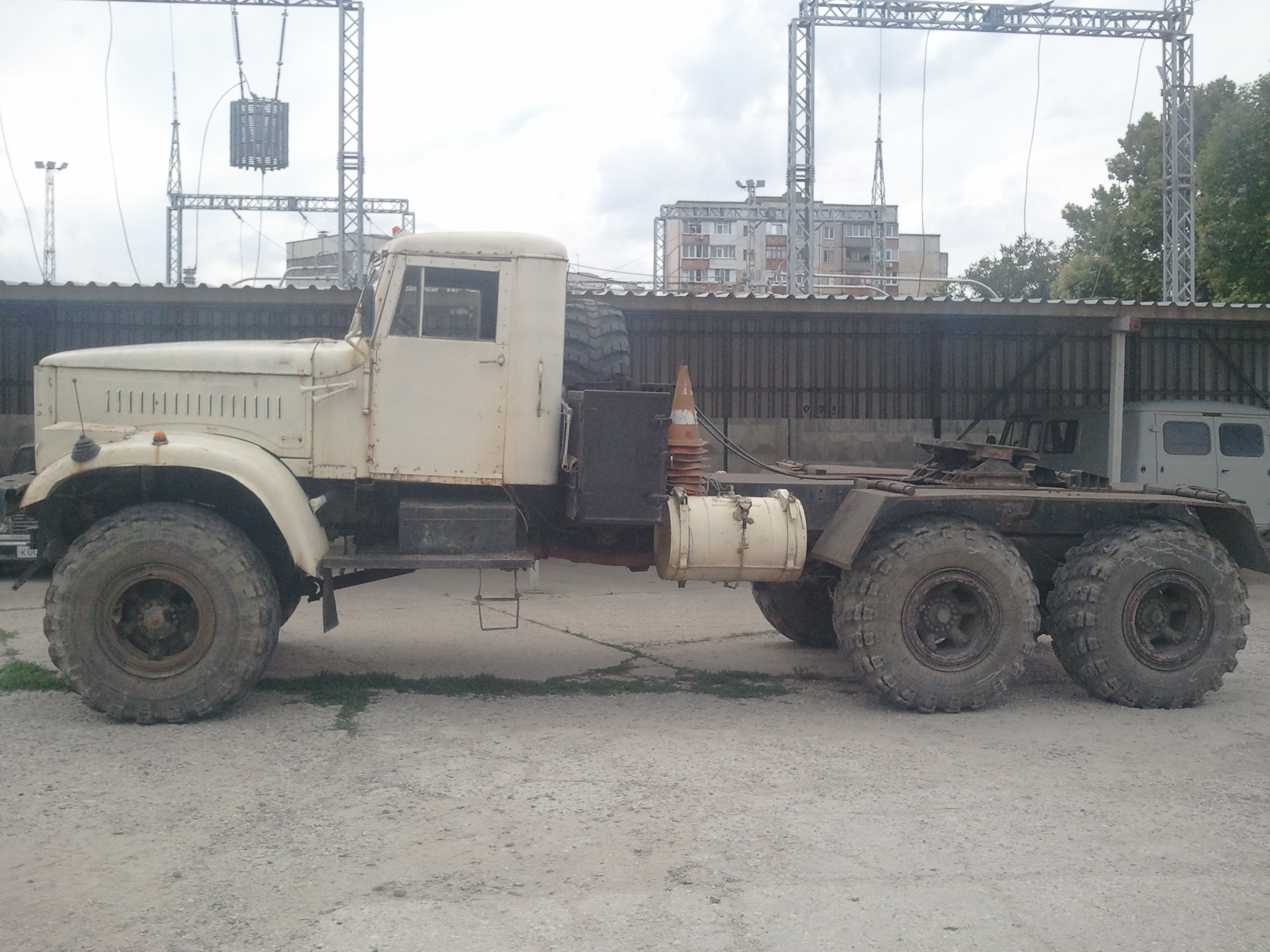
KrAZ-255W mit Allradantrieb und Ballonreifen in Russland (2021)

Bereits Anfang der 1960er-Jahre begann man bei KrAZ mit der Entwicklung von Nachfolgemodellen für die damals im Werk gefertigten Lastwagen. Auch für die Sattelzugmaschine KrAZ-221 wurde an einem moderneren Ersatz gearbeitet. Das Hauptproblem der Konstruktion war der Leistungsmangel des Zweitakt-Dieselmotors. Der JaAZ-206 leistete in der letzten Ausbaustufe 205 PS (151 kW), was für ein Zuggesamtgewicht von 40 Tonnen zu wenig war. Ab 1962 begann das Jaroslawski Motorny Sawod mit der Serienfertigung des Viertakt-V8 JaMZ-238, der als Ablösung für den Zweitakter vorgesehen war. Allerdings waren die Produktionskapazitäten in Jaroslawl in den ersten Jahren begrenzt, und so wurden vor allem Triebwerke vom Typ JaMZ-238A gefertigt, die nur 215 PS statt der für die Sattelzugmaschine vorgesehenen 240 PS leisteten. Diese Motoren wurden in größeren Stückzahlen im Kirowez K-700 der ersten Generation verwendet, konnten aber das grundsätzliche Leistungsproblem des KrAZ-221 nur unzureichend lösen.
Als Zwischenlösung wurde bei KrAZ daher 1963 der KrAZ-221B in die Serienfertigung eingeführt. Das Fahrzeug war für den neuen Motor technisch vorbereitet und hatte schon das überarbeitete Fahrwerk des zukünftigen KrAZ-258, wurde aber noch mit dem Zweitakt-Diesel ausgeliefert. KrAZ erhielt zwar JaMZ-238A-Motoren aus Jaroslawl, diese wurden jedoch zunächst in die ersten Exemplare des KrAZ-256 eingebaut. Der Kipper war nicht für den Anhängerbetrieb vorgesehen, wodurch sein zulässiges Gesamtgewicht nur bei etwa 20 Tonnen lag, statt der 40 Tonnen des Sattelzugs. Zudem waren für die Wirtschaft die Kipper zu diesem Zeitpunkt wichtiger als die Sattelzugmaschinen. Erst als das Motorenwerk in Jaroslawl ab Mai 1966 Motoren mit 240 PS liefern konnte, wurde die Produktion des neuen Typs KrAZ-258 mit V8-Motor aufgenommen. Die Fertigung des KrAZ-221 wurde im gleichen Zuge um 1966/67 eingestellt.
In den ersten Jahren der Produktion gab es wiederholt technische Überarbeitungen. So ersetzte man 1969 die beiden quaderförmigen Kraftstofftanks zu je 225 l durch zwei zylindrische Exemplare zu je 165 l. In den folgenden Jahren wurden größere Rückspiegel montiert, die Seitenblinker geändert und das markante Kühlergitter, das ursprünglich vom JaAZ-214 stammte, entfiel. Außerdem wurde ein überarbeitetes Schaltgetriebe (nun JaMZ-236N statt zuvor JaMZ-236S) eingeführt. Zudem erhielt der Motor einen Vorwärmer vom Typ ПЖД-44 mit einer Leistung von 37 kW, der es ermöglichte, den großvolumigen Dieselmotor mit knapp 15 l Hubraum auch bei Temperaturen bis −40 °C zu starten. Zudem wurden die Frontscheinwerfer in Lampenkästen auf den Kotflügeln verlegt. Außerdem wurde stetig daran gearbeitet, die Fahrzeuge langlebiger zu machen. Während eine Generalreparatur Ende der 1960er-Jahre noch alle 100.000 km vorgesehen war, waren es Ende der 1970er-Jahre schon 180.000 km. Zu bedenken ist dabei, dass die Fahrzeuge in der Regel harten Einsatzbedingungen und schlechten Straßen ausgesetzt waren und kaum im Fernverkehr eingesetzt wurden.
Ab Mitte der 1970er-Jahre wurde das Bremssystem überarbeitet. Hintergrund war, dass das pneumatische System noch einkreisig ausgeführt war, was auf dem internationalen Markt nicht mehr zulässig war und besonders den Export des Kippers KrAZ-256B behinderte. Bis 1979 wurde auch die Serienfertigung der Sattelzugmaschine komplett auf das modernisierte Bremssystem umgestellt, die Fahrzeuge liefen anschließend als KrAZ-258B1 bis 1989 von den Bändern. Seitdem wird der Nachfolger KrAZ-6443 gebaut.
Während der Hersteller in offiziellen Dokumenten wie Bedienungsanleitungen oder Ersatzteilkatalogen die Serienfahrzeuge der ersten Generation von 1966 bis 1979 immer als KrAZ-258 bezeichnete, geben modernere russische Quellen an, dass so lediglich die Prototypen benannt wurden. Die Serienfahrzeuge seien als KrAZ-258B bezeichnet worden. Unstrittig ist, dass die zweite Generation Serienfahrzeuge ab 1979 (auch vom Werk) als KrAZ-258B1 bezeichnet wurde.
Vom KrAZ-258 wurden in 24 Jahren mindestens 35.000 Exemplare gebaut, von denen 33.878 nach Produktionsjahren bekannt sind. Die folgende Tabelle zeigt die Produktionszahlen nach Baujahr, sie enthält Fahrzeuge aller Modellvarianten.
| Baujahr   | 1966 | 1967 | 1968 | 1969 | 1970 | 1971 | 1972 | 1973 | 1974 | 1975 | 1976 | 1977 |
| --------- | ---- | ---- | ---- | ---- | ---- | ---- | ---- | ---- | ---- | ---- | ---- | ---- |
| Stückzahl | 200  | 1157 | 1404 | 1179 | 1352 | 1553 | 1528 | 1634 | 1680 | 1765 | 1799 | 1846 |
| Baujahr   | 1978 | 1979 | 1980 | 1981 | 1982 | 1983 | 1984 | 1985 | 1986 | 1987 | 1988 | 1989 |
| Stückzahl | 1783 | 1939 | 1829 | ?    | 1803 | 1636 | 1624 | 1665 | 1568 | 1516 | ?    | 1418 |

Der KrAZ-258 wurde auch exportiert, beispielsweise nach Kuba und in die Deutsche Demokratische Republik. Dort kam er häufig in Kombination mit speziellen Tiefladern beim Bau der Plattenbausiedlungen zum Einsatz und diente für den Transport der Großplatten von den Betonwerken zur Baustelle. Die DDR importierte von 1968 bis 1989 insgesamt etwa 1700 KrAZ-258 verschiedener Modellvarianten.

## Modellvarianten
Vom KrAZ-258 wurden, wie von den anderen Modellen der Fahrzeugfamilie auch, unterschiedliche Varianten über die Bauzeit hinweg produziert. In Klammern die kyrillischen Originalbezeichnungen, die Liste erhebt keinen Anspruch auf Vollständigkeit.
- KrAZ-258/KrAZ-258B (КрАЗ-258/КрАЗ-258Б) – Grundversion ab 1966, zur Bezeichnung siehe oben.
- KrAZ-258E (КрАЗ-258Э) – Exportversion für Staaten mit gemäßigtem Klima.
- KrAZ-258T (КрАЗ-258Т) – Exportversion für tropisches Klima.
- KrAZ-258BS (КрАЗ-258БС) – Exportversion für arktisches Klima, ab 1979 gebaut.
- KrAZ-258B1 (КрАЗ-258Б1) – Überarbeitete Grundversion ab 1979.

Die Fertigung von Schwerlastzugmaschinen mit Ballastpritschen zum Ziehen schwerer Anhänger (nicht Sattelauflieger) war mit dem JaAZ-210G zwei Fahrzeuggenerationen zuvor vom Werk eingestellt worden. Wo solche Fahrzeuge später noch benötigt wurden, wurden sie nachträglich aus Sattelzugmaschinen des Typs KrAZ-258 in Eigenregie gebaut. Dieses Vorgehen gab es sowohl in der Sowjetunion als auch in der DDR, wo die Lkw als KrAZ-258Z bzw. Typ „Wussow“ bezeichnet wurden und teilweise auch Doppelkabinen bekamen.

## Technische Daten
Die nachfolgenden Daten beziehen sich, soweit nicht anders genannt, auf Serienfahrzeuge des Baujahres 1968.
- Motor: Achtzylinder-Viertakt-Dieselmotor, zwei Zylinderbänke in V-Anordnung mit 90° Zylinderbankwinkel
- Motortyp: JaMZ-238
- Hubraum: 14,86 l
  - Bohrung: 130 mm
  - Hub: 140 mm
- Verdichtung: 16,5:1
- Leistung: 240 PS (177 kW) bei 2100 min−1
- maximales Drehmoment
  - 853 Nm bei 1500 min−1
  - spätestens 1970: 883 Nm bei 1500 min−1[5]
- Treibstoffverbrauch: 50 l/100 km (Einstellwert bei konstanter Geschwindigkeit mit zulässigem Zuggesamtgewicht auf ebener Strecke)
- Tankinhalt: Dieselkraftstoff
  - 2 × 225 l
  - ab 1969: 2 × 165 l[5]
- Kupplung: Zweischeiben-Trockenkupplung
- Getriebe: Schaltgetriebe, 5 Vorwärtsgänge + 1 Rückwärtsgang, 1. Gang unsynchronisiert
- Getriebetyp: JaMZ-236S
- Verteilergetriebe: Zweiganggetriebe mit zwei separaten Abgängen für die Hinterachsen, mit Längssperre
- Höchstgeschwindigkeit: 70 km/h
- Bremsweg aus 40 km/h bei zulässigem Zuggesamtgewicht: 25 m
- Bordspannung: 24 V
- Antriebsformel: 6×4

Abmessungen und Gewichte
- Länge: 7375 mm
- Breite: 2630 mm
- Höhe: 2620 mm
- Radstand: 4080 + 1400 mm
- Spurweite
  - vorne: 1950 mm
  - hinten: 1920 mm zwischen den Rädern der Doppelbereifung
- Bodenfreiheit: 290 mm
- maximal befahrbare Steigung: 12° (21 %)
- Wendekreisdurchmesser: 22,4 m
- Leergewicht: 9680 kg
- Nutzlast (Sattellast): 12.000 kg
- zulässiges Gesamtgewicht Zugmaschine: 21.905 kg
- Achslast im beladenen Zustand
  - vorne: 4420 kg
  - hinten (Doppelachse): 17.485 kg
- zulässiges Gesamtgewicht Auflieger: 30.000 kg
- zulässiges Gesamtgewicht Sattelzug: 39.900 kg
- Reifendimension: 12,00-20″